# Douchy (Loiret)
Douchy és un municipi francès, situat al departament del Loiret i a la regió de Centre – Vall del Loira. L'any 2007 tenia 985 habitants.

## Demografia

### Població
El 2007 la població de fet de Douchy era de 985 persones. Hi havia 448 famílies, de les quals 132 eren unipersonals (56 homes vivint sols i 76 dones vivint soles), 184 parelles sense fills, 104 parelles amb fills i 28 famílies monoparentals amb fills.
La població ha evolucionat segons el següent gràfic:
Habitants censats

### Habitatges
El 2007 hi havia 595 habitatges, 447 eren l'habitatge principal de la família, 89 eren segones residències i 59 estaven desocupats. 563 eren cases i 30 eren apartaments. Dels 447 habitatges principals, 318 estaven ocupats pels seus propietaris, 124 estaven llogats i ocupats pels llogaters i 5 estaven cedits a títol gratuït; 4 tenien una cambra, 38 en tenien dues, 116 en tenien tres, 139 en tenien quatre i 150 en tenien cinc o més. 364 habitatges disposaven pel capbaix d'una plaça de pàrquing. A 222 habitatges hi havia un automòbil i a 163 n'hi havia dos o més.

### Piràmide de població
La piràmide de població per edats i sexe el 2009 era:
| Homes | Edats   | Dones |
| ----- | ------- | ----- |
| 0     | 95 o +  | 4     |
| 0     | 90 a 94 | 4     |
| 0     | 85 a 89 | 4     |
| 12    | 80 a 84 | 12    |
| 16    | 75 a 79 | 32    |
| 32    | 70 a 74 | 48    |
| 36    | 65 a 69 | 16    |
| 40    | 60 a 64 | 44    |
| 20    | 55 a 59 | 28    |
| 28    | 50 a 54 | 36    |
| 24    | 45 a 49 | 28    |
| 40    | 40 a 44 | 20    |
| 36    | 35 a 39 | 28    |
| 24    | 30 a 34 | 48    |
| 12    | 25 a 29 | 24    |
| 16    | 20 a 24 | 20    |
| 24    | 15 a 19 | 32    |
| 16    | 10 a 14 | 28    |
| 36    | 5 a 9   | 32    |
| 20    | 0 a 4   | 36    |

## Economia
El 2007 la població en edat de treballar era de 588 persones, 425 eren actives i 163 eren inactives. De les 425 persones actives 377 estaven ocupades (216 homes i 161 dones) i 48 estaven aturades (16 homes i 32 dones). De les 163 persones inactives 69 estaven jubilades, 28 estaven estudiant i 66 estaven classificades com a «altres inactius».

### Ingressos
El 2009 a Douchy hi havia 459 unitats fiscals que integraven 1.027 persones, la mediana anual d'ingressos fiscals per persona era de 16.462 €.

### Activitats econòmiques
Dels 63 establiments que hi havia el 2007, 2 eren d'empreses extractives, 1 d'una empresa alimentària, 4 d'empreses de fabricació d'altres productes industrials, 12 d'empreses de construcció, 18 d'empreses de comerç i reparació d'automòbils, 2 d'empreses de transport, 3 d'empreses d'hostatgeria i restauració, 2 d'empreses financeres, 2 d'empreses immobiliàries, 5 d'empreses de serveis, 7 d'entitats de l'administració pública i 5 d'empreses classificades com a «altres activitats de serveis».
Dels 16 establiments de servei als particulars que hi havia el 2009, 1 era una oficina de correu, 1 taller de reparació d'automòbils i de material agrícola, 1 autoescola, 3 paletes, 2 guixaires pintors, 3 lampisteries, 1 electricista, 1 empresa de construcció, 1 perruqueria i 2 restaurants.
Dels 3 establiments comercials que hi havia el 2009, 1 era una botiga de més de 120 m², 1 una botiga de menys de 120 m² i 1 una joieria.
L'any 2000 a Douchy hi havia 23 explotacions agrícoles que ocupaven un total de 1.650 hectàrees.

## Equipaments sanitaris i escolars
L'únic equipament sanitari que hi havia el 2009 era una farmàcia.
El 2009 hi havia una escola elemental integrada dins d'un grup escolar amb les comunes properes formant una escola dispersa.

## Poblacions més properes
El següent diagrama mostra les poblacions més properes.